# 티노 카데웨레
필라나 티노텐다 "티노" 카데웨레(영어: Philana Tinotenda "Tino" Kadewere, 1996년 1월 5일 ~ )는 짐바브웨의 축구 선수로 현재 프랑스 리그앙의 FC 낭트에서 임대 선수이자 스트라이커 겸 윙어로 활동하고 있다.